# Референдум в Гренландии по вопросу самоуправления (2008)
Референдум по вопросу о наделении Гренландии более широкими правами на автономию прошёл 25 ноября 2008 года. За расширение самоуправления высказались 75,54 % принявших участие в голосовании, против — 23,57 %, при явке 71,96 % из 39 тысяч жителей острова, обладавших правом голоса.
Референдум состоялся по рекомендации совместной Датско-гренландской комиссии, созданной в 2004 году.
Расширение автономии позволит властям Гренландии самостоятельно распоряжаться природными ресурсами и напрямую подчинит им судебную систему и органы правопорядка, а также расширит их влияние на внешнюю политику Дании, касающуюся Гренландии. До расширения автономии, местные власти напрямую управляли только системами здравоохранения, школьного образования и социального обслуживания населения.
В будущем, Гренландия сможет стать первым эскимосским государством на Земле. Представители правительства Дании заявляли, что «если Гренландия захочет отделиться, она может отделиться, … Дания не будет держать её насильно. Если гренландцы желают быть независимыми — пожалуйста, имеют на это право…».

## Итоги
| Да или нет                                                                            | Голосов | Процент  |
| ------------------------------------------------------------------------------------- | ------- | -------- |
| Да                                                                                    | 21 355  | 75,54 %  |
| Нет                                                                                   | 6 663   | 23,57 %  |
| Всего голосов                                                                         | 28 018  | 100,00 % |
| Явка                                                                                  | 72 %    | 72 %     |
| Источник: Гренландцы проголосовали за расширение автономии — Lenta.ru, 26 ноября 2008 |         |          |